# Qui per te
Qui per te è il primo album in studio del cantautore italiano Giovanni Caccamo, pubblicato il 10 febbraio 2015 dall'etichetta discografica Sugar Music.

## Descrizione
L'album contiene 12 tracce: le prime 11 sono inediti, tra i quali una versione ridotta di Mezze verità e una versione più elettronica di Ritornerò da te, più come bonus track il brano Ritornerò da te nella versione presentata al Festival di Sanremo 2015, dove si è piazzato al primo posto vincendo tra le Nuove Proposte. Il secondo singolo, Oltre l'estasi, è disponibile a partire dal 31 marzo dello stesso anno.

## Tracce
1. Qui per te – 1:55
2. Oltre l'estasi – 3:36
3. Il mondo non mi basta – 3:01
4. Ritornerò da te – 3:06
5. Nel fango – 2:27
6. Distante dal tempo – 3:00
7. Piove – 2:29
8. Fuori da qui – 3:00
9. Mezze verità – 1:45
10. Mare mare – 3:14
11. Satelliti nell'aria (feat. Franco Battiato) – 3:11
12. Ritornerò da te (Sanremo Version) – 3:02

## Classifiche
| Classifica (2015) | Posizione |
| ----------------- | --------- |
| Italia            | 29        |